# Guy Parmelin
Guy Parmelin (Bursins, 9 november 1959) is een Zwitsers politicus van de Zwitserse Volkspartij (SVP). Hij is sinds 1 januari 2016 lid van de Bondsraad. In 2020 was hij vicebondspresident en in 2021 bondspresident van Zwitserland.

## Biografie

### Afkomst
Parmelin groeide op als boerenzoon in Bursins en volgde school aan het Gymnasium van Lausanne. Aansluitend volgde hij een landbouwopleiding en cursussen voor de wijnteelt. Hij beheert samen met zijn broer het ouderlijk landbouwbedrijf in Bursins.

### Parlementslid
Als inwoner van het kanton Vaud is Parmelin van 1994 tot 2003 lid geweest van de Grote Raad van Vaud, het kantonnale parlement. Van 2003 tot 2015 was hij lid van de Nationale Raad.

### Bondsraad
In 2015 werd Parmelin verkozen in de Zwitserse Bondsraad, als opvolger van zijn voormalige partijgenote Eveline Widmer-Schlumpf (BDP/PDB). Hij trad aan op 1 januari 2016 en was gedurende drie jaar hoofd van het Departement van Defensie, Volksverdediging en Sport. Sinds 1 januari 2019 leidt hij het Departement van Economische Zaken. Het nieuwverkozen Bondsraadslid Viola Amherd (CVP/PDC) volgde die dag Parmelin op als chef van het Departement van Defensie, Volksverdediging en Sport. Bij de herverkiezing van de Bondsraad op 11 december 2019 werd Parmelin door de Bondsvergadering herkozen met 191 stemmen. Op dezelfde dag werd hij verkozen tot vicebondspresident voor het jaar 2020 met 168 stemmen op 183. Op 9 december 2020 werd hij vervolgens verkozen tot bondspresident van Zwitserland voor het jaar 2021.
- Base de données des élites suisses: 53925
- Gemeinsame Normdatei: 1132098912
- Historisch woordenboek van Zwitserland: 059656
- Système universitaire de documentation: 22425040X
- Zwitserse Bondsvergadering: 1108
- Virtual International Authority File: 305967901
- WorldCat: E39PBJbWtHY8PRd3DFWtQfDg8C